# Rosse dwergooruil
De rosse dwergooruil (Otus rufescens) is een vogelsoort uit de familie van de Strigidae (uilen).

## Verspreiding en leefgebied
Deze soort komt voor in Maleisië en de grote Soenda-eilanden en telt twee ondersoorten:
- O. r. malayensis: zuidelijk Thailand en Maleisië.
- O. r. rufescens: Sumatra, het eiland Banka, Java en Borneo.